# Why (The Cats)
Why is een single van The Cats die werd uitgebracht in 1969 en de nummer 1-positie van de Top 40 behaalde. Hetzelfde jaar werd het op hun lp Colour us gold uitgebracht. Het nummer werd geschreven door de bassist van The Cats, Arnold Mühren.
Na de nummer 1-hit Lea uit de pen van Mühren, werd bij de platenmaatschappij Bovema verlangend uitgekeken naar een volgende compositie van zijn hand. Mühren besloot een duet te schrijven waarin zowel de vorige als de huidige leadzanger (Cees en Piet Veerman) een rol zouden hebben. Ontevreden over het studioresultaat, vroeg Cees Veerman aan Mühren om zijn deel te zingen, waardoor het een duet werd van Piet Veerman met Arnold Mühren. Ook Why kwam op nummer 1 van de Top 40 terecht, waar het vijf weken achter elkaar bleef staan. Het stond bij elkaar dertien weken in de Top 40.
Op de B-kant van de single staat ook een eigen nummer, Mandy my dear, dat door Jaap Schilder werd geschreven.
Van het nummer verschenen verschillende covers, zoals van Tony Ronald (Spanje), Nenny Triana (Djandji Tak Bertepi, Indonesië) en Ernie Djohan (Singapore). Vertaald naar Zij werd het nummer ook opgenomen in Volendam De Musical (musical sinds 2010). Verder brachten The Cats nog een Duitstalige versie uit op de elpee Katzen-spiele, onder de naam Wo ist die Liebe. De tekst ervan werd geschreven door Benny Lux, een pseudoniem van John Möring.

## Hitnotering
Van de single werden in Nederland 111.000 exemplaren verkocht.

### Nederlandse Top 40
| Positie: | 8 | 1 | 1 | 1 | 1 | 1 | 2 | 4 | 6 | 10 | 18 | 19 | 32 | uit |

### NederlandseParool Top 20
| Positie: | 8 | 2 | 1 | 1 | 1 | 1 | 2 | 5 | 6 | 16 | 18 | 19 | uit |

### VlaamseVoorloper van Ultratop 30
| Positie: | 16 | 10 | 8 | 9 | 11 | 14 | 18 | uit |

### Evergreen Top 1000
| Evergreen Top 1000 "Why" | Evergreen Top 1000 "Why" | Evergreen Top 1000 "Why" | Evergreen Top 1000 "Why" | Evergreen Top 1000 "Why" | Evergreen Top 1000 "Why" | Evergreen Top 1000 "Why" | Evergreen Top 1000 "Why" | Evergreen Top 1000 "Why" | Evergreen Top 1000 "Why" | Evergreen Top 1000 "Why" | Evergreen Top 1000 "Why" | Evergreen Top 1000 "Why" | Evergreen Top 1000 "Why" | Evergreen Top 1000 "Why" | Evergreen Top 1000 "Why" | Evergreen Top 1000 "Why" |
| Jaar                     | 2008                     | 2009                     | 2010                     | 2011                     | 2012                     | 2013                     | 2014                     | 2015                     | 2016                     | 2017                     | 2018                     | 2019                     | 2020                     | 2021                     | 2022                     | 2023                     |
| ------------------------ | ------------------------ | ------------------------ | ------------------------ | ------------------------ | ------------------------ | ------------------------ | ------------------------ | ------------------------ | ------------------------ | ------------------------ | ------------------------ | ------------------------ | ------------------------ | ------------------------ | ------------------------ | ------------------------ |
| Positie                  | 295                      | 721                      | 710                      | 710                      | 713                      | 66                       | 106                      | 108                      | 170                      | 136                      | 101                      | 61                       | 84                       | 57                       | 58                       | 52                       |

### NPO Radio 2 Top 2000
| Nummer met noteringen in de NPO Radio 2 Top 2000 | '99  | '00 | '01  | '02  | '03  | '04  | '05  | '06 | '07  | '08  | '09 | '10 | '11  | '12  | '13  | '14  | '15  | '16  |
| ------------------------------------------------ | ---- | --- | ---- | ---- | ---- | ---- | ---- | --- | ---- | ---- | --- | --- | ---- | ---- | ---- | ---- | ---- | ---- |
| Why                                              | 1060 | -   | 1108 | 1252 | 1133 | 1103 | 1211 | 842 | 1065 | 1020 | 957 | 977 | 1247 | 1554 | 1369 | 1295 | 1507 | 1792 |

1. ↑  Een '-' betekent dat het nummer niet was genoteerd en een vetgedrukt getal geeft de hoogste notering aan.
2. ↑  Deze tabel is bijgewerkt tot en met de laatste editie (2024).